# Герасим (Добросердов)
Епископ Герасим (в миру Георгий Иванович Добросердов, при рождении Попов; 26 октября [7 ноября] 1809, село Бельск, Балаганский округ, Иркутская губерния — 24 июня [6 июля] 1880, Астрахань) — епископ Русской православной церкви, епископ Астраханский и Енотаевский.
Канонизирован Русской православной церковью в лике святителей, память совершается (по юлианскому календарю): 10 июня в день Собора Сибирских святых и Собора Симбирских святых.

## Биография
Родился в Иркутской губернии в семье причётника Ивана Прокопьевича Попова.
Георгий рано проявил большие способности к учению. В возрасте семи лет умел уже бойко читать, стройно пел альтом на клиросе и знал половину Псалтири наизусть.
Окончил Иркутское духовное училище, где получил фамилию Добросердов за то, что не выдал начальству, архимандриту Николаю, своих товарищей, которые издевались над ним. Одним из его наставников в училище был семинарист Иоанн Попов, будущий святитель Иннокентий (Вениаминов).
Окончив духовное училище, поступил в Иркутскую духовную семинарии. В период учёбы мечтал о пустынножительстве, начал юродствовать и был на некоторое время помещён в дом призрения убогих, но затем опять возвращён в семинарию.
В период обучения в 1831 году был назначен миссионером и направлен для проповеди христианства среди бурят.
25 июля 1832 года после окончания семинарии был назначен учителем Иркутского духовного училища.
29 января 1836 года вступил в брак с Натальей Михайловой и 12 апреля того же года был хиротонисан во иерея и определён на приход в Иркутске.
В 1841 году Георгий овдовел и принял решение поступить в Санкт-Петербургскую духовную академию.
На пути в столицу в Москве он встретился с митрополитом Филаретом (Дроздовым).
Был зачислен в академию, 1 марта 1845 года на последнем курсе обучения принял монашеский постриг с именем Герасим (в честь преподобного Герасима Иорданского).
По окончании обучения 23 сентября 1845 года был назначен учителем Тверской семинарии.
В 1846 году переведён в Ставрополь на должность инспектора Кавказской духовной семинарии; 1 октября того же года возведён в сан игумена.
С 16 апреля 1849 года — ректор Кавказской духовной семинарии; 12 мая того же года возведён в сан архимандрита.
C 25 октября 1850 года — ректор Симбирской духовной семинарии.
С 8 сентября 1855 года — ректор Харьковской духовной семинарии и одновременно настоятель Куряжского Преображенского монастыря.
С 12 марта 1860 года — ректор Калужской духовной семинарии и настоятель Лихвинского Покровского монастыря.
10 марта 1863 года архимандрит Герасим был хиротонисан во епископа Старорусского, викария Новгородской епархии.
В 1864 году переведён в викарии Санкт-Петербургской епархии с титулом епископ Ревельский.
C 24 июня 1865 года — епископ Ладожский, викарий той же епархии. Титул изменён по случаю присоединения Эстляндской губернии к Рижской, изменение титула никак не отразилось на исполняемых им епархиальных обязанностях.
26 января 1866 года назначен епископом Самарским и Ставропольским.
8 декабря 1877 года был переведён на Астраханскую кафедру.
В Астрахани он учредил епархиальный дом призрения для бедных из духовного звания (позднее при нём был открыт детский приют).
Скончался святитель Герасим 24 июня 1880 года, был погребён в крипте Успенского собора Астраханского кремля.

## Канонизация
В 1984 году святитель Герасим был прославлен для общецерковного почитания в составе Собора Сибирских святых. 17 апреля 2005 года мощи святителя Герасима были открыты, подняты из крипты и поставлены в Успенском соборе для поклонения.

## Награды
- Орден Святой Анны 1-й и 2-й степени;
- Орден Святого Владимира 2-й и 3-й степени;
- Орден князя Даниила I 1-й степени (Черногория) — за материальную помощь черногорцам во время войны с Турцией.

## Сочинения
- Слова и речь архимандрита Герасима, на разные случаи. - Калуга : тип. Зерцалова, 1860. - [4], 164 с.;
- Блаженный Андрей Ильич / [Соч.] Герасима, еп. Ревел. - Санкт-Петербург : тип. Дома призрения малолет. бедных, 1865. - 15 с.;
- Блаженный Антоний Алексеич / [Соч.] Герасима, еп. Ревел. - Санкт-Петербург : тип. Дома призрения малолет. бедных, 1865. - 22 с.;
- О причинах нескорого пришествия в мир Христа Спасителя / [Соч.] Архим. Герасима. - 2-е изд., испр. - Калуга : тип. Зерцалова, 1861. - [2], 16, [2] с.;
- Дневники / архиеп. Герасим (Георгий Добросердов) ; [публ., предисл. к сер., вып., биогр. очерк, коммент. С. В. Мельникова] ; Иркутская обл. гос. универсальная науч. б-ка им. И. И. Молчанова-Сибирского, Иркутский гос. ун-т. - Иркутск : Оттиск, 2011. - 287 с., [2] карт.; 20 см. - (Мемуары сибирского православного духовенства XIX века; вып. 1).; ISBN 978-5-93219-286-3
- Письма епископа Астраханского Герасима к духовной дочери его Александре Ефимовне фон-Руммель / [Предисл.: Александра фон-Руммель]. - [Москва] : Унив. тип. (М. Катков), ценз. 1883. - 102 с.;
- Краткий очерк жизни настоятеля Введенской Оптиной пустыни отца архимандрита-схимника Моисея и надгробное слово, произнесенное пред погребением его 19 июня, 1862 года / [Соч.] Герасима, еп. Ревел. - Санкт-Петербург : тип. Дома призрения малолет. бедных, 1865. - 18 с.;
- Письма к Леониду (Кавелину), архимандриту [рукопись] / Герасим, еп. Самарский и Астраханский. - Самара ; Астрахань, 1874, 1878. - 4 (2ч.) лл., 2 п.; 26,7 х 21,1 см. - (Кавелин Л.А. Письма разных лиц к Леониду (Кавелину)).